# Jan Jindra
Jan Jindra (6. března 1932 Třeboň – 20. září 2021) byl český veslař a reprezentant Československa.
V roce 1952 získal na OH v Helsinkách zlatou medaili ve veslování. Ve čtyřce s kormidelníkem společně s ním medaili získali: Stanislav Lusk, Karel Mejta, Jiří Havlis, Miroslav Koranda. Vítězný čas byl 7:33.4. Dále získal bronzovou medaili v osmiveslici na OH v roce 1960.
Veslovat začal na třeboňském rybníku Svět v roce 1949, když se učil strojním zámečníkem. S J. Havlisem, S. Luskem, K. Mejtou a M. Korandou jezdili na stařičké čtyřce s kormidelníkem. V roce 1951 porazili na mistrovství Československa v Brně všechny své soupeře a byli nominovaní na XV. olympijské hry 1952 v Helsinkách. Tady „chlapci z neznáma“ porazili daleko známější posádky ze Švýcarska, USA a Británie a získali první olympijskou medaili v historii českého veslování, navíc zlatou. Na mistrovství Evropy 1953 v Kodani už proslulá „třeboňská čtyřka“ své prvenství z olympiády potvrdila, o rok později byla ve stejné soutěži, ale v pozměněné sestavě s kormidelníkem R. Plšíkem třetí.
V letech 1951–1954 pravidelně vítězila na mistrovství Československa.
V Amsterdamu 1954 usedl i do posádky osmy, která skončila na čtvrtém místě. S osmiveslicí pak spojil svůj veslařský osud. Posádka, v níž vedle partnerů ze čtyřky Luska a Korandy byli též J. Švec, J. Švéda či J. Věntus, vyhrála mistrovství Evropy 1956 na jezeru Bled a s ambicemi odjela na XVI. olympijské hry do Melbourne. Tam však byla v semifinále vyřazena. Následující rok 1957 skončila na mistrovství Evropy v Duisburgu třetí, 1958 byla čtvrtá a v Mâconu 1959 už znovu bojovala s Němci o prvenství. Mezi zkušené veslaře dobře zapadli mladé naděje jako P. Hofmann, B. Janoušek či L. Pojezný. Souhra československé osmy se projevila na XVII. olympijských hrách 1960 v Římě, kde jen v mírně pozměněné sestavě si dojela pro bronzovou medaili za veslaři Německa a Kanady. Po skončení závodnické kariéry pracoval jako trenér veslařského oddílu v Třeboni a byl členem dráhové komise svazu veslování.